# San Cisco
San Cisco és una banda de pop independent formada a Austràlia l'any 2009, els membres de la qual són, pel que fa a la veu i la guitarra, Jordi Davieson, Scarlett Stevens, veu i bateria, Josh Biondillo a la guitarra i Nick Gardner amb la possessió del baix elèctric.